# Bárbara López
Bárbara López Achaga (Monterrey, 13 agosto 1992) è un'attrice messicana.

## Biografia
Figlia del produttore Reynaldo López, Bárbara è nota per i suoi ruoli nelle serie televisive messicane Un camino hacia el destino, Vino el amor, Papá a toda madre e Amar a muerte. Grazie a quest'ultima ha vinto due MTV Millennial Awards 2019.

## Filmografia

### Cinema
- En las buenas y en las malas, regia di Gabriel Barragán Sentíes (2019)
- El mesero, regia di Raúl Martínez (2020)

### Televisione
- Amor de barrio - 6 episodi, serial TV (2015)
- Un camino hacia el destino – 63 episodi, serial TV (2016)
- Vino el amor – 67 episodi, serial TV (2016-2017)
- Papá a toda madre – 30 episodi, serial TV (2017-2018)
- Amar a muerte - 88 episodi, serie TV (2018-2019)
- Unstoppable – 10 episodi, serie web (2020)